# سميلة (نيجيريا)
سُمَيلَة (هوسا: Sumaila) هِيَ بَلْدَةٌ ومِنْطَقَةُ حُكْمٍ مَحَلِّي ‏ في وِلَايَةِ كَانُو، نَيْجِيرْيَا، وَيُقَدَّرُ عَدَدُ سُكَّانِهَا اعْتِبَارًا مِنْ مَارِسَ 2016 بِـ 348300 نسْمَةً.

## شَخصيَّاتٌ بارِزة
- يوسف عبد الله سميلة [الإنجليزية]: حَامِلُ لَقَبٍ شَعْبِيٌّ، مُوَظَّفٌ حُكُومِيٍّ
- عبد الله أحمد سميلة [الإنجليزية]: حَامِلُ لَّقَب تَّقْلِيدِيُّ، صَاحِبُ مَشْرُوعِ

## مُلاحظات
1. ↑  قَد تُعرف بِـ «Ta Sama'ila»